# Сулоев, Михаил Николаевич
Михаил Николаевич Суло́ев — советский хозяйственный, государственный и политический деятель.

## Биография
Родился в 1903 году. Член КПСС.
С 1926 года — на хозяйственной, общественной и политической работе. В 1926—1975 годах — инженер-технолог, на инженерных и руководящих должностях в машиностроении и оборонной промышленности предвоенного СССР, заместитель народного комиссара миномётного вооружения СССР в годы Великой Отечественной войны, заместитель министра машиностроения и приборостроения СССР, заместитель Председателя Государственного комитета Совета Министров СССР по внешнеэкономическим связям.
Умер после 1973 года.

## Награды и премии
- Сталинская премия второй степени (1953) — за расчётные и экспериментальные работы по созданию реакторов для производства трития